# Gex (quận)
Quận Gex là một quận của Pháp, nằm ở tỉnh Ain, trong vùng Rhône-Alpes. Quận này có 3 tổng và 29 xã.

## Các đơn vị hành chính

### Các tổng
Các tổng của quận Gex là: 
1. Collonges
2. Ferney-Voltaire
3. Gex

### Các xã
Các xã của quận Gex, và mã INSEE là: 
| 1. Cessy (01071)                | 2. Challex (01078)                 | 3. Chevry (01103)           | 4. Chézery-Forens (01104)    |
| 5. Collonges (01109)            | 6. Confort (01114)                 | 7. Crozet (01135)           | 8. Divonne-les-Bains (01143) |
| 9. Farges (01158)               | 10. Ferney-Voltaire (01160)        | 11. Gex (01173)             | 12. Grilly (01180)           |
| 13. Lancrans (01205)            | 14. Léaz (01209)                   | 15. Lélex (01210)           | 16. Mijoux (01247)           |
| 17. Ornex (01281)               | 18. Pougny (01308)                 | 19. Prévessin-Moëns (01313) | 20. Péron (01288)            |
| 21. Saint-Genis-Pouilly (01354) | 22. Saint-Jean-de-Gonville (01360) | 23. Sauverny (01397)        | 24. Sergy (01401)            |
| 25. Ségny (01399)               | 26. Thoiry (01419)                 | 27. Versonnex (01435)       | 28. Vesancy (01436)          |
| 29. Échenevex (01153)           |                                    |                             |                              |